# K252b
K252b是一种吲哚咔唑类生物碱，分子式C26H19N3O5，结构上与星形孢菌素、K252a类似，1986年在细菌中发现。在体外实验中可作为蛋白激酶抑制剂，消除神经生长因子对PC12细胞和周围神经系统神经元的影响。